# Freestyle ai II Giochi olimpici giovanili invernali
Le gare di freestyle dei II Giochi olimpici giovanili invernali si sono svolte alla Kanthaugen Freestyle Arena di Lillehammer e al centro sciistico di Hafjell, in Norvegia, dal 14 al 20 febbraio 2016. In programma 6 eventi. Alcuni atleti di freestyle hanno partecipato anche alla nuova gara di Ski-snowboard cross a squadre, inclusa nel programma dello snowboard.

## Podi

### Ragazzi
| Evento     | Oro          | Punteggio    | Argento          | Punteggio        | Bronzo                | Punteggio    |
| Slopestyle | Birk Ruud    | 89,20 pt.    | Alexander Hall   | 87,40 pt.        | Finn Bilous           | 86,00 pt.    |
| Halfpipe   | Birk Irving  | 93,00 pt.    | Finn Bilous      | 92,20 pt.        | Trym Sunde Andreassen | 80,20 pt.    |
| Ski cross  | Reece Howden | Reece Howden | Xander Vercammen | Xander Vercammen | Louis Muhlen          | Louis Muhlen |

### Ragazze
| Evento     | Oro               | Tempo             | Argento      | Tempo       | Bronzo           | Tempo           |
| Slopestyle | Lana Prusakova    | 77,00 pt.         | Lou Barin    | 72,80 pt.   | Madison Rowlands | 67,80 pt.       |
| Halfpipe   | Madison Rowlands  | 88,60 pt.         | Paula Cooper | 79,00 pt.   | Lara Wolf        | 74,20 pt.       |
| Ski cross  | Talina Gantenbein | Talina Gantenbein | Zali Offord  | Zali Offord | Klara Kasparova  | Klara Kasparova |